# Universidad Veiga de Almeida
La Universidad Veiga de Almeida (UVA) es una institución privada de enseñanza superior brasileña localizada en las ciudades de Río de Janeiro y de Cabo Frío, también en el estado de Río de Janeiro. La UVA oferta cursos de grado, graduación tecnológica, máster y cursos de extensión y lengua inglesa. Además mantiene el Colegio de aplicación Veiga de Almeida para la enseñanza media. La universidad posee cuatro campus en el municipio de Río de Janeiro y uno en el municipio de Cabo Frío. Cuenta con un centro de investigación en el área de la salud en la plaza de la Bandera y un teatro en Maracaná. Fue evaluada con el concepto 4 en el CI del Ministerio de la Educación (MEC) desde 2009.

## Historia
En 1933, Mário Veiga de Almeida, con solo 16 años, junto con su hermana, Maria Anunciação de Almeida, comenzaron a alfabetizar niños con dificultad de lectura, junto a la catequesis de la Iglesia del Santo Cristo. Utilizaban como clases la modesta residencia donde vivían, adoptados por sus padrinos, toda vez que perdieron a sus padres siendo niños. En 1937, surge la primera escuela, el Colegio Sagrado Corazón de Jesús y en 1945 se crea el Instituto Corazón de Jesús. En la década de 1950 se levanta el Colegio Veiga de Almeida, ya contando en esa época con cerca de 3.000 alumnos. 
La enseñanza superior tuvo su inicio en 1971, con la creación de la Escuela de Ingeniería Veiga de Almeida, con los cursos de Ingeniería Civil e Ingeniería Eléctrica. En 1992, la creación de nuevos cursos llevaron al reconocimiento por parte del Ministerio de la Educación y Cultura (MEC) de la Universidad Veiga de Almeida, que cuenta hoy con 5 campus y un centro de excelencia en salud.

## Valores institucionales
La Universidad Veiga de Almeida (UVA) tiene como misión formar profesionales, estimular y desarrollar la investigación y promover actividades de extensión relevantes para la comunidad, ofertando enseñanza de calidad y contribuyendo de ese modo a la formación plena del ciudadano, fomentando una cultura emprendedora desde los principios humanistas, éticos y democráticos. La UVA quiere ser reconocida como una universidad actual e innovadora por la cualificación profesional y por el emprendimiento de sus egresados.

## Campus
- Campus Barra - Downtown Situado en el Centro comercial Downtown.
- Campus Barra - Marapendi Situado próximo al Centro comercial Barra, punto céntrico de la Barra da Tijuca. Cuenta con una amplia biblioteca y laboratorios con equipamientos de última generación; además de estar localizado en un área verde, al lado de la laguna de Marapendi.
- Campus Tijuca Situado en un área de fácil acceso para metros, trenes y autobuses. El campus abriga la Biblioteca Céntrica de la institución, siendo también la Biblioteca del Campus de la Tijuca. Cuenta con laboratorios modernos y equipamientos de última generación. Abriga un bosque y dos chafarizes en su área.
- Campus Cabo Frío Situado en la Carretera Perynas. Cubierto por red Wireless. Posee amplias salas de clase, laboratorios con equipamientos de última generación. La UVA ocupa a 1ª colocación de la Región de los Lagos entre las universidades particulares, comprobado por la evaluación Inep/MEC.
- Campus Centro La Escuela Superior de Negocios Internacionales está localizada en área próxima a la Estación Uruguaiana del Metro y a las avenidas Presidente Vargas y Río Blanco. El edificio de ocho pisos es una escuela de negocios y tecnología enfocada en el área de ciencias económicas.

## La Red Ilumno
La Universidad Veiga de Almeida es miembro de la Red Ilumno, una red de universidades de América Latina.
Los miembros de la red se comprometen a expandir el acceso de estudiantes cualificados a la enseñanza superior en todo el Hemisferio Occidental. Con la internacionalización de las operaciones, el Campus Centro se convierte en Escuela Internacional de Negocios y Tecnología de la Universidad Veiga de Almeida. La colaboración entre las universidades miembros de la red incluye compartir nuevas tecnologías, colaborar en el perfeccionamiento de los programas de grado y posgrado, trabajar en programas sociales y en iniciativas que aumenten la calidad académica.

## Núcleo de Emprendedores UVA
La Universidad Veiga de Almeida es una universidad con vocación emprendedora. Su Núcleo de Emprendimiento (NE) tiene la misión de crear un ambiente que catalice y difunda la innovación, en su sentido más amplio, para el desarrollo de proyectos emprendedores y sostenibles conectados a las áreas de conocimiento de la universidad y, principalmente, a la industria creativa. Además de contar con disciplinas obligatorias conectadas al mundo del emprendimiento en todos los cursos de Grado y un MBA en Formación Emprendedora, la UVA mantiene una incubadora de empresas, que desempeña un papel fundamental en el apoyo y fortalecimiento de negocios innovadores de alumnos, exalumnos y profesores. 

## Grados
Los Cursos de Grado están divididos en tres grandes áreas, cada una con su Instituto respectivo: Ciencias de la Salud, Ciencias Exactas y Ciencias Humanas y Sociales.
| Instituto de Ciencias de la Salud. - Ciencias Biológicas - Licenciatura em Biología - Bacharelado em Ecología - Educación Física - Enfermería - Farmacia - Fisioterapia - Fonoaudiología - Nutrición - Odontología - Psicología | Instituto de Ciencias Exactas - Ciencias de la Computación - Ingeniería del Medio Ambiente - Ingeniería Civil - Ingeniería computacional - Ingeniería del petróleo y gas - Ingeniería de la Producción - Ingeniería Eléctrica - Sistemas de información | Instituto de Ciencias Humanas y Sociales - Administración - Contabilidad - Comunicación social - Periodismo - Comunicación social - Publicidad y propaganda - Diseño de Interiores - Diseño de Moda - Diseño Gráfico - Ilustración y Animación Digital 3D - Derecho - Historia - Letras - Portugués - Inglés - Letras / Português - Español - Letras / Português - Literatura - Mercadotecnia - Negocios Inmobiliarios - Pedagogía - Procesos Gerenciales - Negocios de Alimentación y Bebidas - Gestión de Petróleo y Gas natural - Gestión Empresarial - Relaciones Internacionales - Servicios sociales - Turismo |

## Cursos de Extensión
Artes
- Taller de Teatro: La UVA en Escena
- Introducción a la Arteterapia y Procesos de Creación

Conocimiento General
- Cinemateca Literaria: Los Clásicos y los Contemporáneos Re/Visitados
- Consultoría de Moda e Imagen Personal
- Didáctica de la Enseñanza Superior
- Facturación Hospitalar Básico y Avanzado

Moda y diseño
- Atelier Libre: Buscando la Forma
- Auto Maquillaje
- Básico en Interiores y Ambientación
- Bordados y Moda
- Consultoría de Moda e Imagen Personal
- Escultura Digital con Mudbox
- Estampación en Silk-Screen
- Talleres de iluminación escénica
- Producción de Moda
- Sketchup Básico y Avanzado
- Técnicas de Montaje de Vitrinas
- Producción de Juegos

Empresas
- Administración de Proyectos
- Gestión de Clima Organizacional y Calidad de Vida en el Trabajo
- Gestión de Personas
- Matemática Financiera

Gastronomía
- Cocina Diet y Light
- Masas y Salsas

Humanas y Sociales
- Documentación Inmobiliaria
- Educación Brasileña, Plataforma y Redes Sociales
- Formación de Revisores

Medio ambiente
- Logística de Petróleo y Gas

Salud y Fisioterapia
- Evaluación del sistema respiratorio
- Reeducación motora y funcional del amputado
- Shiatsu facial con acupuntura facial
- Spiral taping

Fonoaudiologia
- Fonoaudiologia al Servicio de la Estética
- Los Fundamentos de las Técnicas de la Esquina y su Aplicación en la Fonoaudiologia

Medicina
- Medicina Intensiva para Académicos de Medicina

Nutrición
- Fisiopatología y Dietoterapia en el Tratamiento de Enfermedades Respiratorias
- Fisiología, Fisiopatologías y Dietoterapia en el Tratamiento de Enfermedades Urinárias

Odontología
- Perfeccionamiento en Prótesis Dentarias
- Cirugía Bucomaxilofacial
- Cirugía Oral
- Cirugía Plástica Periodontal y Regeneración en Periodontia
- Cirugía en Endodontia con Iniciación a la Microscopia Operatória
- Homeopatía por Especialidades
- Instrumentación Mecanizada para Molares en Sesión Única
- Interpretación de análisis de Laboratorio - Hemograma y Coagulograma
- Odontología del Deporte
- Periodontia Teórico - Práctico
- Prótesis Fija - Metal Free
- Prótesis Total y Parcial Extraíble
- Prótesis sobre Implantes
- Rehabilitación Oral Estética
- Residencia en Implantodoncia - Cirugía
- Tratamiento Endodóntico en Dientes Multirradiculares

Psicología
- Autismo.
- Introducción a la Gestalt-terapia.
- Introducción a la Teoría y Práctica Junguiana
- Introducción a la Psicología Junguiana

Otros Cursos del área de Salud
- Tercera Edad
- Facturación Hospitalaria Básico y Avanzado

## Posgrado
Humanas y Sociales
- Administración Escolar y Coordinación Pedagógica
- Arte, Cultura y Sociedad en Brasil
- Arteterapia y Procesos de Creación
- Docencia de la Enseñanza Superior
- Enseñanza del Arte
- Gestión Estratégica de Eventos
- Gestión Pedagógica y Orientación Educativa
- Lengua Inglesa
- Lengua Portuguesa
- Psicopedagogía Institucional y Educación Especial
- Responsabilidad Social y Gestión Estratégica de Proyectos Sociales
- Guion para Cine y Televisión
- Organización de Servicios Sociales

Derecho
- Derecho Inmobiliario

Design
- Animación y Modelado Digital 3D
- Arquitectura de Iluminación
- Cine de Animación
- Design, Creatividad y Negocios
- Design de Mobiliario
- Figurín y Carnaval
- Joalheria Contemporánea
- Producción de Moda Styling
- Representación de Proyectos en 3D

Ingeniería
- Especialización en Ingeniería de Producción

Educación Física
- Biociência del Deporte y del Ejercicio

MBA
Educación
- MBA en Educación Corporativa: La Gestión del Conocimiento en las Organizaciones

Gestión
- MBA en Comercio Exterior y Negocios Internacionales
- MBA en Finanzas Corporativas
- MBA en Finanzas - Mercado de Capitales
- MBA en Gestión de Recursos Humanos
- MBA en Gestión Empresarial con Sistema SAP
- MBA en Gestión de Tecnología de la Información
- MBA en Gestión de Proyectos (en asociación con el PMI-Río)
- MBA en Petróleo y Gas
- MBA en Shipping
- MBA Ejecutivo en Gestión de Negocios

Comunicación
- MBA en Administración de Marketing y Comunicación Empresarial

Medio ambiente
- MBA en Planificación y Gestión Ambiental
- Ecología Acuática y Sostenibilidad Ambiental

Nutrición
- MBA en Gestión de la Calidad y Seguridad de los Alimentos

Tecnológico
- MBA en Sistema de Gestión Empresarial Integrada

Salude
Auditoría y Pericia
- Auditoría en Salud Pública y Privada

Enfermería
- Enfermería en Oncologia Clínica
- Enfermería en Terapia Intensiva
- Enfermería en Terapia Intensiva Adulto

Estética
- Estética y Cosmetologia

Fisioterapia 
- Fisioterapia en Home Care
- Fisioterapia en Ortopedia y Traumatología
- Fisioterapia en Terapia Intensiva
- Fisioterapia en la Prevención y Tratamiento de atletas

Fonoaudiologia
- Audiología Clínica
- Especialización en Lenguaje
- Especialización en Voz
- Fonoaudiología Hospitalaria
- Gestión en Fonoaudiología Empresarial
- Motricidad Orofacial

Medicina
- Cirugía General
- Geriatría y Gerontología
- Pediatría
- Medicina y Cirugía Plástica Estética
- Medicina del Deporte
- Medicina Intensiva
- Medicina Ortomolecular
- Nutrologia

Nutrición
- Nutrición Clínica y Estética del Adulto
- Nutrición Oncológica

Odontología
- Cirugía y Traumatología Bucomaxilofacial
- Endodoncia
- Especialización en Odontología para Pacientes con Necesidades Especiales
- Implantodoncia
- Odontopediatría
- Ortodoncia
- Ortopedia Funcional de los Maxilares
- Periodoncia
- Prótesis Dental

Psicología
- Psicología Hospitalaria
- Teoría y Práctica Junguiana
- Teoría Psicanalítica y Práctica Clínico-Institucional

MBAs a distancia
- MBA en Administración de Inmuebles
- MBA en Gestión de Recursos Humanos
- MBA en Marketing y Comunicación Empresarial
- MBA en Negocios de Petróleo, Gas y Energía
- MBA en Planificación y Gestión Ambiental

## Másteres
- Máster Profesional en Fonoaudiología
- Máster Profesional en Odontología
- Máster Profesional en Psicoanálisis, Salud y Sociedad